# Svoboda (Slovenië)
Svoboda (Sloveens: Gibanje Svoboda) is een Sloveense politieke partij. 
De partij was voorheen bekend als Stranka zelenih dejanj (Z.DEJ) en is een groene, links liberale politieke partij. Het oprichtingscongres vond plaats op zaterdag 8 mei 2021. Svoboda werd opgericht door Jure Leben en de oprichting ervan werd aangekondigd in januari 2021. De partij zoekt door middel van milieumaatregelen een evenwicht tussen industriële vooruitgang en milieubehoud. Tevens staat de partij bekend om haar meer pro-Europese houding. De zakenman Robert Golob is de huidige partijleider van Svoboda.
De partij nam voor het eerst deel aan de parlementsverkiezingen van 2022 en werd met 34,5% van de stemmen prompt de grootste partij in het Sloveense parlement. De partij versloeg hiermee de Sloveense Democratische Partij van de rechtse premier Janez Janša. Golob vormde samen met sociaaldemocraten en linkse partijen een kabinet en werd op 25 mei 2022 beëdigd als premier van Slovenië.